# 1929년 전국동계체육대회 스피드스케이팅 일반부 남자 10000m
1929년 전국동계체육대회 스피드스케이팅 일반부 남자 10000m는 일제강점기 조선 경성부에서 개최된 1929년 전국동계체육대회 스피드스케이팅의 세부 종목이다.

## 경기 결과
경기 결과 및 순위는 다음과 같다.
| 순위 | 선수   | 소속 | 기록    | 비고 |
| ---- | ------ | ---- | ------- | ---- |
| 1    | 최재은 | 백구 | 26:26.0 |      |
| 2    | 박응근 | 의전 | 26:29.2 |      |
| 3    | 정진원 | 백구 | 불명    |      |

## 참고 문헌
- 대한체육회 (1990). 《대한체육회 70년사》.
- 대한체육회 (2011). 《대한체육회 90년사》.
- “제10회 전국동계체육대회 스피드스케이팅 일반부 남자 10000m 결승 경기 결과”. 대한체육회.[깨진 링크(과거 내용 찾기)]